# Dipoena longiventris
Dipoena longiventris är en spindelart som först beskrevs av Simon 1905.  Dipoena longiventris ingår i släktet Dipoena och familjen klotspindlar. Inga underarter finns listade i Catalogue of Life.